# Tenshu

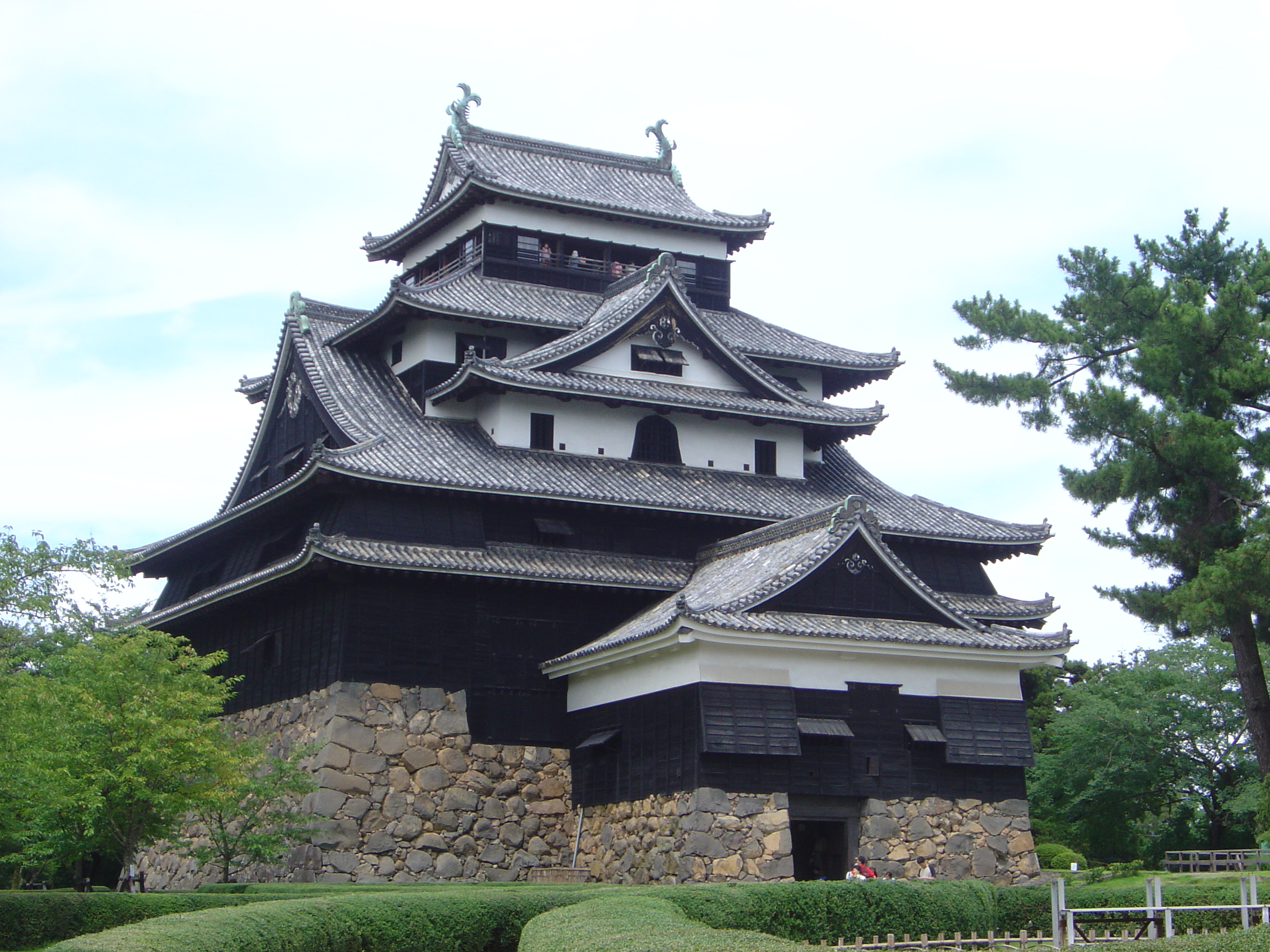
Tenshu no Castelo de Matsue.

Tenshukaku (天守閣), também designado de Tenshu (天守, lit. "torre do castelo"), é a torre central que corresponde ao conceito europeu de torre de menagem referente ao castelo japonês, enquanto característica marcante da sua arquitetura. Apesar dos castelos anteriores geralmente apresentarem uma estrutura defensável, como fortaleza, para residência e/ou administração, a distinta arquitetura de tenshu surgiu pela primeira vez em finais do período Sengoku ou período Azuchi-Momoyama (1573-1603). O Castelo de Azuchi, edificado em 1576 por Oda Nobunaga, foi o primeiro castelo japonês a apresentar um Tenshu. Em tempos de guerra, a torre servia com centro de comando e última linha de defesa do castelo; em tempos de paz simbolizava a grandeza do seu senhor. Situado no ponto mais alto do terreno de implantação, o tenshu fornecia uma visão estratégica da área adjacente.